# Panda Express
A Panda Express (chinês simplificado: 熊猫快餐; chinês tradicional: 熊貓快餐; pinyin: Xióngmāo Kuàicān) é uma cadeia americana de restaurantes de fast food especializada na culinária sino-estadunidense. Com mais de 2.200 locais, é a maior rede de restaurantes do segmento asiático nos Estados Unidos, onde foi fundada, e está localizada principalmente na América do Norte e na Ásia (além de outros países e territórios). Os restaurantes Panda Express eram tradicionalmente localizados em praças de alimentação de shopping centers, mas a rede agora opera unidades em muitos outros ambientes e formatos, incluindo restaurantes autônomos, bem como universidades, cassinos, aeroportos, bases militares, parques de diversões e outros locais.
A rede oferece uma variedade de pratos americano-chineses, incluindo frango com laranja, peito de frango com fogo doce, carne de Pequim, frango teriyaki grelhado e frango Kung Pao, com alguns pratos premium, como camarão com nozes e pimenta preta, com custos adicionais para o cliente. A empresa está sediada em Rosemead, Califórnia. A marca Panda Express é uma variação casual de fast-food da irmã corporativa Panda Inn, que é uma cadeia de restaurantes de luxo com serviço de mesa.

## História
Em 1973, Robert, Andrew e Peggy Cherng abriram a primeira filial do Panda-Inn em Pasadena, Califórnia. Em 1983, a Donahue Schriber Real Estate sugeriu que os Cherngs desenvolvessem uma versão fast-food do Panda-Inn, chamada Panda Express.

## Visão geral
A rede consiste em mais de 2.200 restaurantes espalhados pelo mundo, emprega cerca de 40.000 pessoas e é o desdobramento de fast-food do restaurante Panda Inn. Em 2005, a rede obteve um faturamento de cerca de US$ 600 milhões. As filiais estão localizadas principalmente em shopping centers ou grandes supermercados. Em 2011, a primeira filial fora dos Estados Unidos foi aberta na Cidade do México. Desde outubro de 2016, também há filiais no Canadá. As especialidades do Panda Express incluem Frango com sabor de laranja, Chow Mein e Kung Pao.
Em 8 de agosto de 2022, foi inaugurado o primeiro restaurante Panda Express na Europa, na base aérea de Ramstein.